# Valkosel
Valkosel (Bulgaars: Вълкосел) is een dorp in het zuidwesten van Bulgarije. Het dorp is gelegen in de gemeente Satovtsja, oblast Blagoëvgrad. Het dorp ligt hemelsbreed 91 kilometer ten zuidoosten van Blagoëvgrad, 140 kilometer ten zuiden van Sofia en 7 kilometer van de grens met Griekenland.

## Bevolking
Op 31 december 2020 telde het dorp Valkosel 2.358 inwoners, een lichte daling ten opzichte van het maximale aantal van 2.554 personen in 2011.
|  |

In het dorp wonen nagenoeg uitsluitend etnische Bulgaren, die voornamelijk de islam belijden. Deze ‘Moslim-Bulgaren’ worden in de volksmond ook wel 'Pomaken' genoemd. In de officiële volkstellingen identificeren deze Pomaken zich echter vaak als etnische Turken of laten het censusformulier blanco, waardoor de volkstellingen een vertekend beeld opleveren.
| Etnische samenstelling van de respondenten (2011) | Etnische samenstelling van de respondenten (2011) | Etnische samenstelling van de respondenten (2011) | Etnische samenstelling van de respondenten (2011) | Etnische samenstelling van de respondenten (2011) |
| ------------------------------------------------- | ------------------------------------------------- | ------------------------------------------------- | ------------------------------------------------- | ------------------------------------------------- |
|                                                   |                                                   |                                                   |                                                   |                                                   |
| Bulgaren                                          | Bulgaren                                          |                                                   | 27,1%                                             | 27,1%                                             |
| Turken                                            | Turken                                            |                                                   | 49,1%                                             | 49,1%                                             |
| Roma                                              | Roma                                              |                                                   | 2,4%                                              | 2,4%                                              |
| Anders/Onbekend                                   | Anders/Onbekend                                   |                                                   | 21,4%                                             | 21,4%                                             |